# Gelber Blasenstrauch
Der Gelbe Blasenstrauch (Colutea arborescens) oder Gewöhnliche Blasenstrauch ist eine Pflanzenart aus der Gattung Blasensträucher (Colutea) in der Unterfamilie Schmetterlingsblütler (Faboideae) innerhalb der Familie der Hülsenfrüchtler (Fabaceae).

## Beschreibung

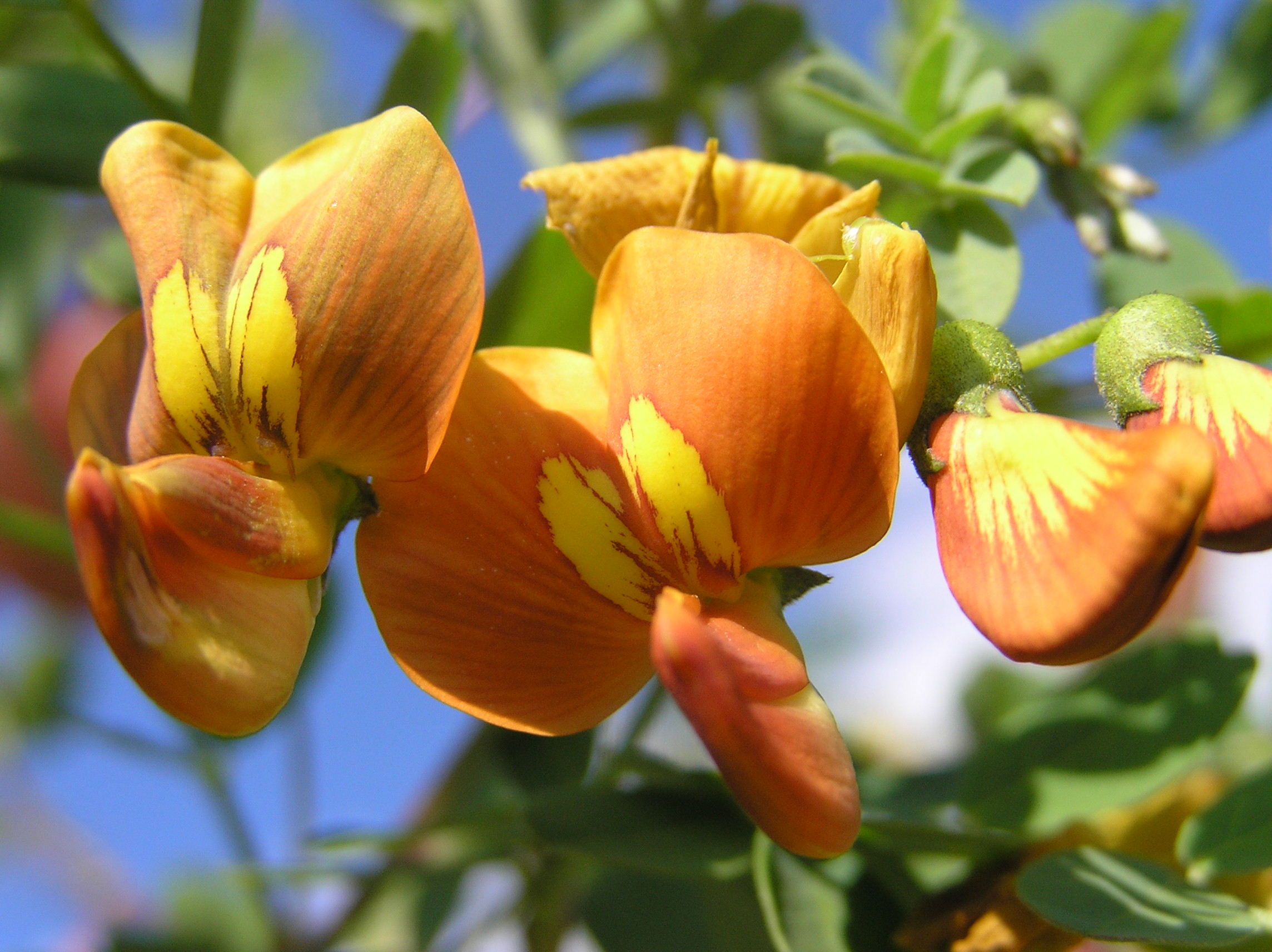
Blütenknospen und zygomorphe Blüten, gut zu erkennen ist an den Knospen der Kelch

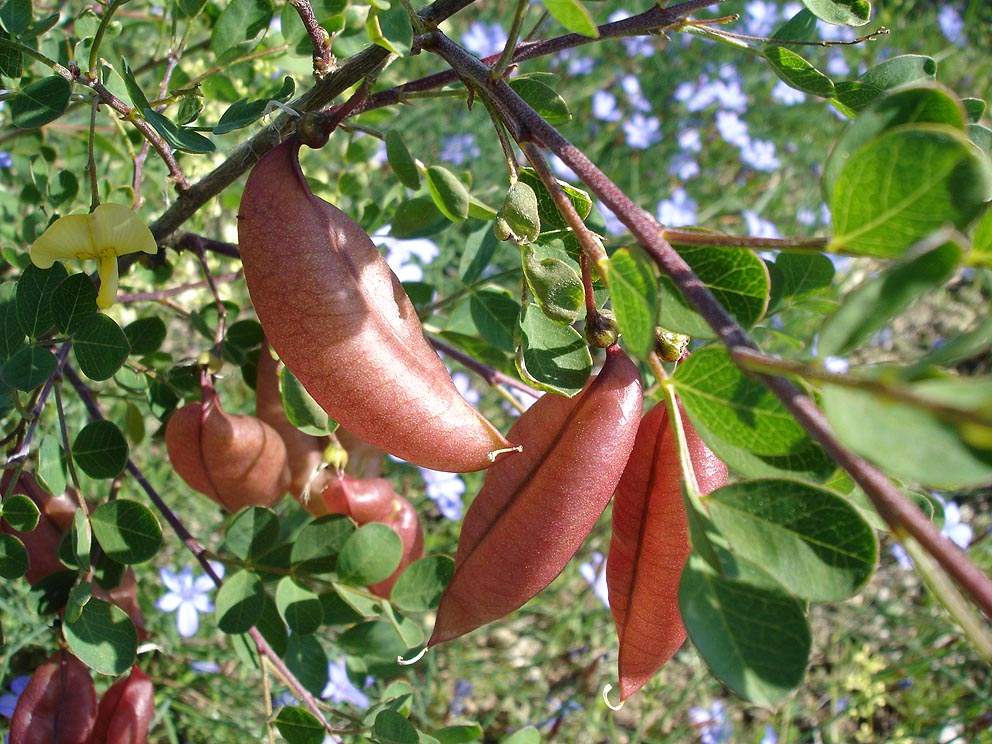
Hülsenfrüchte

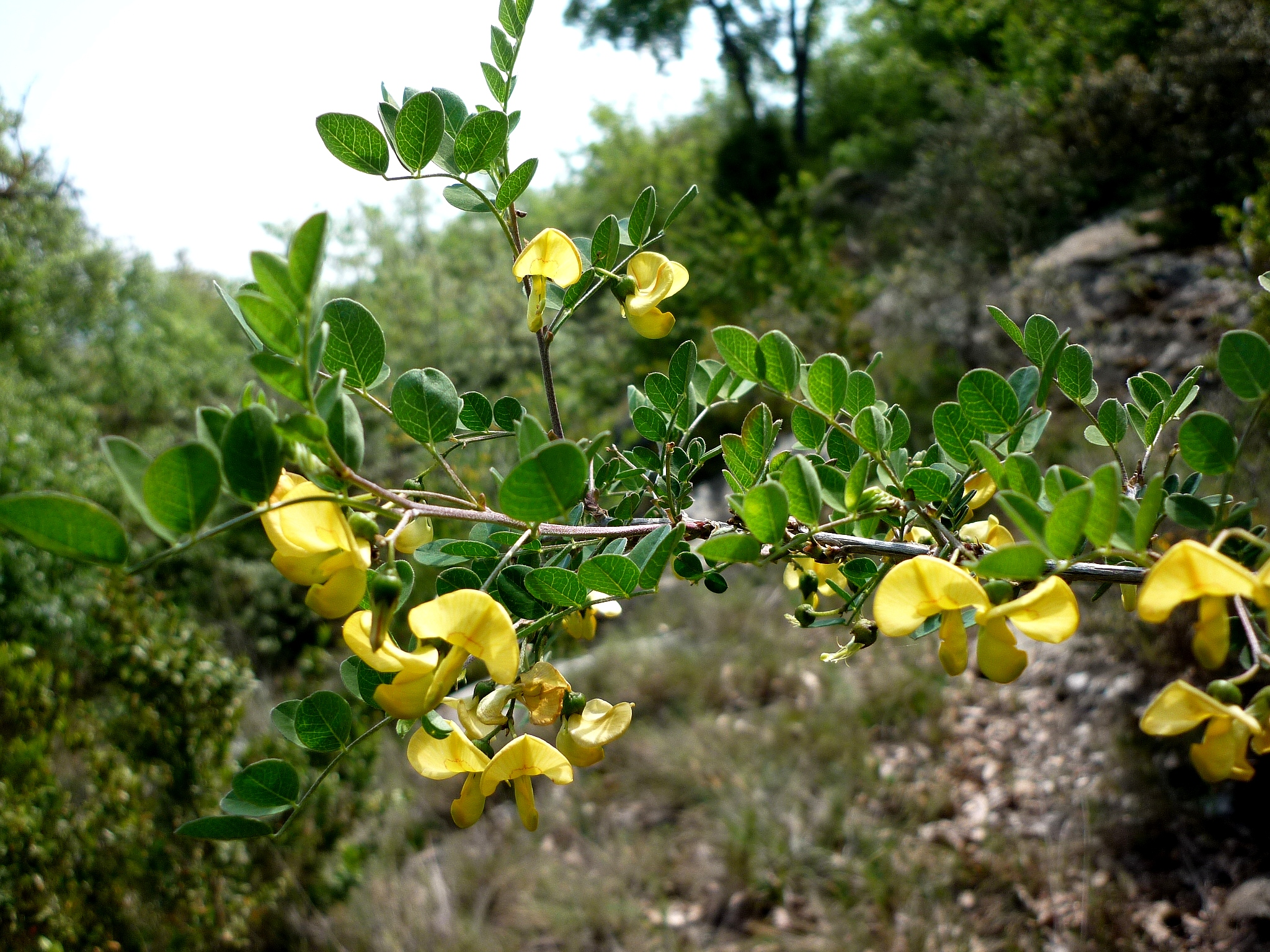
Blühender Zweig

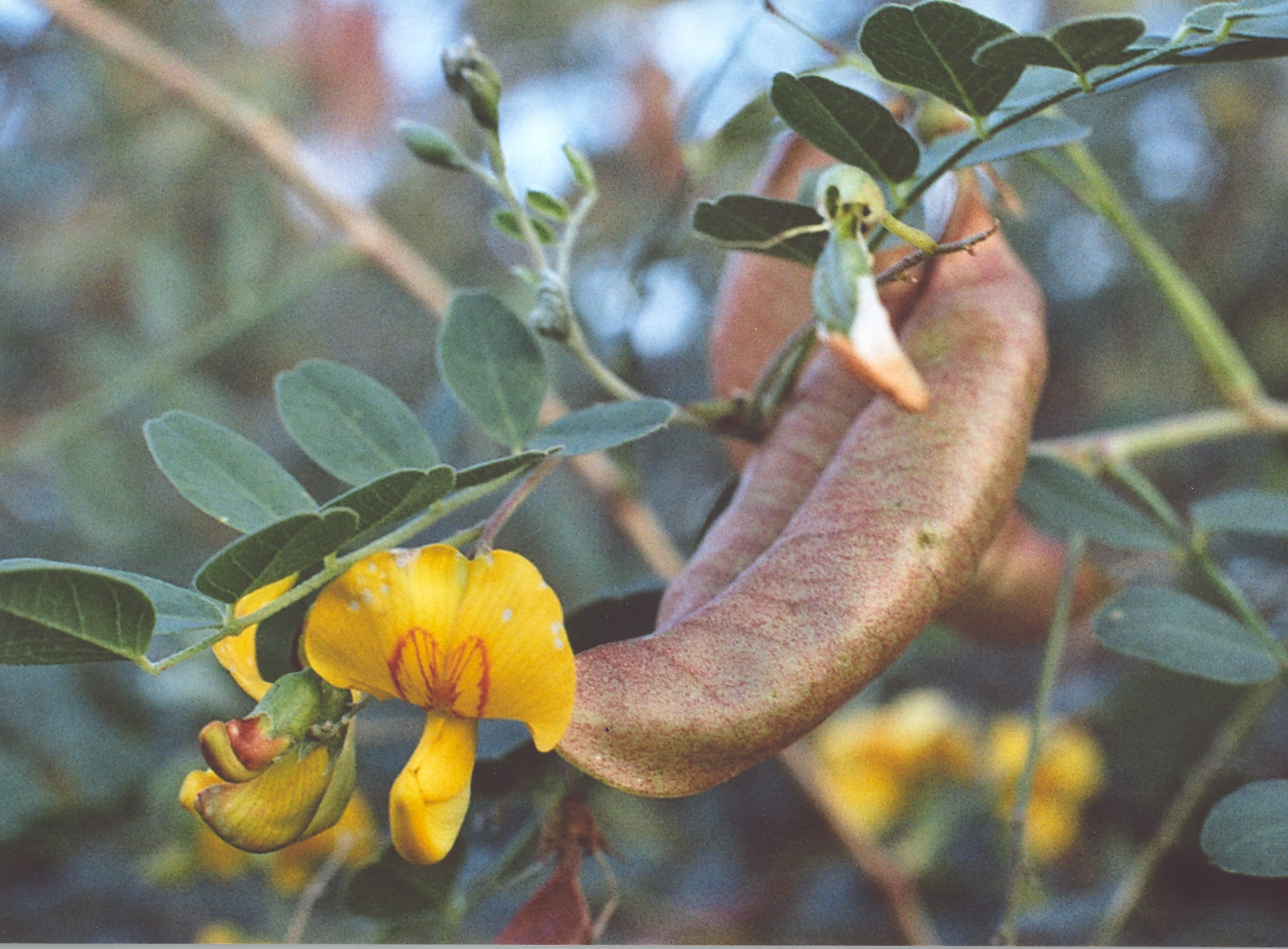
Blüte und Frucht

### Erscheinungsbild und Blatt
Der Gelbe Blasenstrauch ist ein sommergrüner, reich verzweigter Strauch, der je nach Standort Wuchshöhen von 1 bis 4 Metern erreicht. Die Rinde der unbedornten Zweige ist anfangs behaart und später kahl und fasert in Längsstreifen von Ästen und Stamm ab.
Die wechselständig an den Zweigen angeordneten Laubblätter sind in Blattstiel und Blattspreite gegliedert. Der Blattstiel ist relativ lang. Die Blattspreite ist unpaarig gefiedert. Die Fiederblättchen sind bei einer Länge von bis zu 3,5 Zentimetern breit-elliptisch.

### Blütenstand und Blüte
Die Blütezeit reicht von Mai bis August. In den Blattachseln stehen auf langen Blütenstandsschäften die traubigen Blütenstände.
Die zwittrigen Blüten sind zygomorph und fünfzählig mit doppelter Blütenhülle. Der Kelch ist zweilippig. Die goldgelbe Blütenkrone besitzt den typischen Aufbau der Schmetterlingsblüten und ist bis zu 2 Zentimeter lang. Die fünf lebhaft gefärbten Kronblätter sind genagelt. Im Schiffchen befinden sich die Staubblätter und der Fruchtknoten.

### Früchte und Samen
Die Hülsenfrüchte sind bei einer Länge von 6 bis 8 Zentimetern sowie einem Durchmesser von etwa 3 Zentimetern blasig aufgetrieben und enthalten etwa 20 bis 30 Samen. Bei Reife öffnet sich durch Austrocknung diese Hülsenfrucht entlang der Rücken- und Bauchnaht um etwa 1 bis 2 Zentimeter. An 3 mm langen Stielchen (Funiculus) stehen die schwarz-braunen, linsenförmigen und linsengroßen Samen.

### Chromosomenzahl
Die Chromosomenzahl beträgt 2n = 16.

## Ökologie
Der Gelbe Blasenstrauch bildet Wurzelknöllchen mit stickstoffbindenden Bakterien.
Blütenökologisch handelt es sich um vormännliche, duftlose „Schmetterlingsblumen mit Bürsteneinrichtung“ und mit rotbraunen Strichsaftmalen. Neun der zehn Staubblätter sind zu einer oben offenen Röhre verwachsen, das 10. ist frei und gibt den Zugang zum Nektar frei, bildet also eine „Nektarlücke“. Bestäuber sind Hummeln und andere Bienenverwandte, da nur diese Kraft genug haben, das Schiffchen nach unten zu drücken.
Die Weibchen des Großen Wanderbläulings (Lampides boeticus) legen ihre Eier im Fruchtknoten ab.
Aufgrund der lang anhaltenden Blütezeit von Mai bis August kann man die von August bis Oktober reifenden Hülsenfrüchte gemeinsam mit den Blüten am Strauch sehen. Die Hülsenfrüchte sind bei der Reife aufgrund der pergamentartigen, gasundurchlässigen Fruchtwand durch Kohlendioxid-Bildung blasig aufgetrieben. Die als Ganzes abfallenden Früchte werden bei starken Winden als Ballonflieger oder als Bodenläufer ausgebreitet. Im Herbst und Winter verfault die Fruchtwand und gibt die Samen frei. Die Früchte sind auch Wintersteher und dann Windstreuer durch die im vorderen Drittel auf der Oberseite geöffneten Hülsenfrüchte.

## Giftigkeit
Samen und Blätter des Gelben Blasenstrauchs sind giftig.
Hauptwirkstoffe: In den Blättern und Hülsen Coluteasäure; in den Blättern und Samen ein chemisch noch nicht erforschter Bitterstoff. Im Samen noch etwa 1 % Canavanin.
In der Literatur wird verschiedentlich behauptet, dass die Pflanze auch Cytisin enthalten soll. In neueren Arbeiten wird das aber bestritten, und der noch unbekannte Bitterstoff für die abführende Wirkung verantwortlich gemacht.
Vergiftungserscheinungen: Durchfall, gelegentlich Erbrechen.

## Vorkommen und Nutzung
Der Gelbe Blasenstrauch ist in Südeuropa sowie dem südlichen Mitteleuropa verbreitet. Das natürliche Verbreitungsgebiet umfasst Spanien, Frankreich, Deutschland, die Schweiz, Italien, Sardinien, Sizilien, Korsika, Albanien, Tschechien, Ungarn, das frühere Jugoslawien, Bulgarien, Griechenland und Rumänien. In zahlreichen Ländern Osteuropas und Asiens ist die Art ein Neophyt. In Österreich kommt er in Tirol. Salzburg, Kärnten, Niederösterreich und im Burgenland vor, doch ist die Ursprünglichkeit nicht sicher. In Deutschland kommt er von Natur aus nur im Oberrheingebiet vor.
Als Zierpflanze hat er jedoch seit dem 16. Jahrhundert ein breiteres Verbreitungsgebiet gefunden. Er wird gelegentlich an Straßenrändern oder in Gärten gepflanzt.
In seinem natürlichen Verbreitungsgebiet findet man ihn überwiegend auf meist trockenen Kalkböden. Er besiedelt vor allem trockene Hänge und Felsfluren und ist gelegentlich auch in lichten, submediterranen Laubwäldern zu finden. Er ist in Mitteleuropa eine Charakterart des Quercetalia pubescenti-petraeae, überregional ist er eine Quercetalia pubescentis-Ordnungscharakterart. Er steigt im Kanton Wallis bei Fully bis 1280 Meter auf und erreicht in Tirol fast 1600 Meter Meereshöhe.
Die ökologischen Zeigerwerte nach Landolt & al. 2010 sind in der Schweiz: Feuchtezahl F = 2 (mäßig trocken), Lichtzahl L = 3 (halbschattig), Reaktionszahl R = 4 (neutral bis basisch), Temperaturzahl T = 4+ (warm-kollin), Nährstoffzahl N = 2 (nährstoffarm), Kontinentalitätszahl K = 4 (subkontinental). Die Art gilt in der Schweiz als potentiell gefährdet.
An das südöstliche Verbreitungsgebiet anschließend wächst Colutea cilicica. Es können Hybriden zwischen Colutea arborescens und Colutea cilicica entstehen, wie es in Griechenland manchmal der Fall ist.

## Systematik und Verbreitung
Die Erstveröffentlichung von Colutea arborescens erfolgte 1753 durch Carl von Linnè in Species Plantarum, Tomus II, S. 723. Das Artepitheton arborescens bedeutet „baumartig werdend“.
In Europa können folgende Unterarten unterschieden werden: In Mitteleuropa treten aber auch Übergangsformen zwischen beiden Unterarten auf.
- Colutea arborescens L. subsp. arborescens: Fruchtknoten kahl oder nur an der Bauchnaht behaart.[5] Sie kommt in Frankreich, Italien, in der früheren Tschechoslowakei, im früheren Jugoslawien, Korsika, Sardinien, Sizilien, Albanien, Griechenland, Bulgarien und Rumänien vor.[4]
- Colutea arborescens subsp. gallica Browicz: Fruchtknoten behaart.[5] Sie kommt in Spanien, Frankreich, Korsika, Sardinien, Sizilien, Deutschland, Österreich, in der Schweiz, in Italien, im früheren Jugoslawien und in Albanien vor.[4]

## Trivialnamen
Für den Gelben Blasenstrauch bestehen bzw. bestanden auch die weiteren deutschsprachigen Trivialnamen: Blasenbaum, Blasenstrauch, Fasanenstrauch, Fischblatter (Österreich), Knallschote (Mark), Schlaflinsen (Schweiz), Valentinspeltsche, Verbruten Kuchle (Basel) und Welsch Linsen.

## Trivia
- Die Baguenaude (französisch baguenaude „leere Hülse des Gelben Blasenstrauchs“, im übertragenen Wortsinn „Lappalie“) ist eine scherzhafte Gattung der französischen Lyrik.